# جري إلكتريك

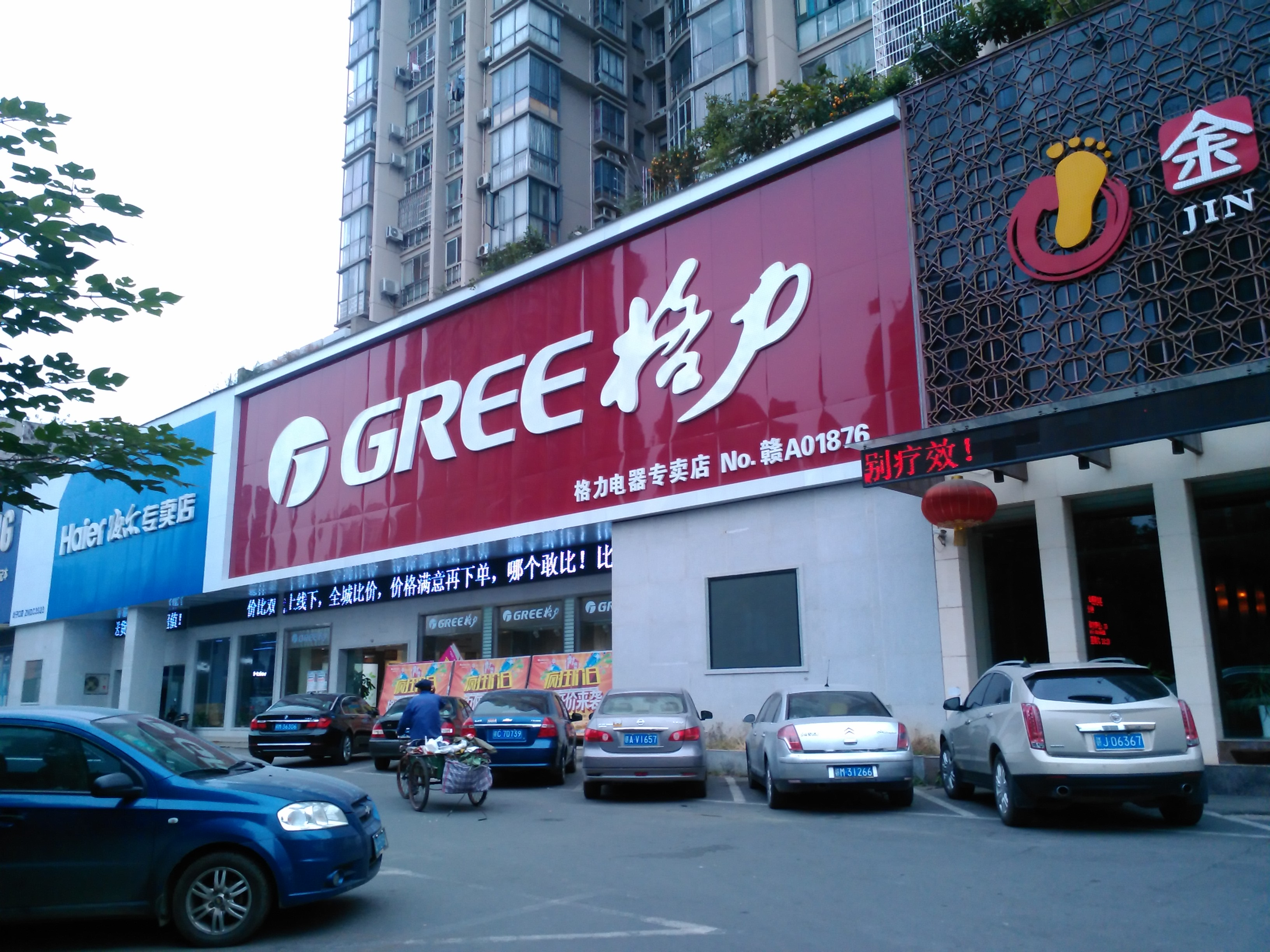
مخزن لشركة جري إلكتريك في مدينة نانتشانغ.

جري إلكتريك (بالإنجليزية: Gree Electric)‏ (بالصينية: 珠海格力电器股份有限公司)، هي شركة صينية رائدة في مجال تصنيع الأجهزة المنزلية. أسست الشركة سنة 1989، في مدينة زوهاي الصينية مقاطعة غوانغدونغ، الصين. تعتبر أكبر مصنع لمكيفات الهواء السكنية في العالم.
تقدم الشركة نوعين من المكيفات، المكيفات المنزلية ومكيفات الهواء التجارية. كما تنتج الشركة مراوح كهربائية، موزعات المياه، السخانات، أواني طهي الأرز، أجهزة تنقية الهواء، غلايات المياه، أجهزة الترطيب إضافة إلى منتجات أخرى.
توزع الشركة منتجاتها داخل السوق الصيني وخارجه تحت علامة جري التجارية. تمتلك الشركة مشروعين تعاون مشترك بين دياكن، زوهاي جري للأجهزة الكهربائية وزوهاي جري دياكن مولد.

## التاريخ
في عام 1989، تم تأسيس مؤسسة جري إليكتريك في مدينة زوهاي الصينية، مقاطعة غوانغدونغ، الصين تحت اسم زوهاي سيتي هايلي الهندسية للتبريد ((بالصينية: 珠海市海利冷气工程股份有限公司)). في عام 1994، تمت إعادة هيكلة الشركة وتغيير اسم الشركة إلى مجموعة جري للأدوات المنزلية، بدأت المجموعة كمجموعة غير معروفة تضم 200 عامل فقط وإنتاج سنوي أقل من 20,000 وحدة.
في عام 1996، تم إدراج الشركة في بورصة شيزان. مع مرور الوقت، بحلول عام 2008، بلغت نسبة النمو في الشركة إلى 47%، على الرغم من الركود العالمي آنذاك، محققه مبيعات وصلت إلى 23 مليار دولار.
الشركة الآن مؤسسة متعددة الجنسيات يعمل بها أكثر من 70,000 عامل بإنتاج سنوي بلغ 65.5 مليون وحدة. في إبريل 2011، أعلنت مؤسسة جري أن صافي ربح الربع الأول قد ارتفت بنسبة 47% عن صافي ربح الربع الأول عن العام الماضي، حيث وصل إلى 934.7 مليون يوان.

## المنتجات
تعتبر مؤسسة جري مصنع رائد في مجال مكيفات الهواء من جميع الأنواع سواء الأجهزة المنزلية الصغيرة أو مكيفات الهواء الكبيرة للفنادق والمولات.

## الإدارة
تحمل دونج مينجزو أو الأخت دونج كما تعرف في الصين منصب رئيس الشركة وصاحبه أكبر أسهم في مجلس الإدارة حتى نوفمبر 2016. انضمت الأخ دونج إلى الشركة في عام 1990 وتم تعيينها في منصب الرئيس التنفيذي في عام 2009. كانت مجموعة جري مملوكة لحكومة زوهاي المحلية الشعبية.

## المساهمين
في 31 ديسمبر 2015، تم الإعلان عن المساهمين في جري إلكتريك، كان نصيب الأسد فيه من نصيب مجموعة جري، تبعتها محموعة هيبي شيجهاي للاستثمار بنسبة 8.91%، ثم هيئة تمويل الأوراق المالية الصينية برصيد 2.99%، ثم مركز هيوجن للإستثمار برصيد 1.40%، ثم يو بي إس برصيد 1.21%، ثم فوريسا للتأمين على الحياة برصيد 1.14%، ثم جامعة يال برصيد 0.95%، يتلوها هيكسي للتأمين على الحياة برصيد 0.80%، ثم رئيسة مجلس إدارة الشركة دونج مينجزو برصيد 0.73% ثم صندوق الأسهم الخاصة برصيد 0.71% من أسهم الشركة.
في عام 2001، امتلكت جري جروب حصة 50.289% في جري إليكتريك. وكانت أيضا أكبر مساهم في جري للإنشاءات العقارية واستمرت الأكبر حتى عام 2015.
في ديسمبر 2019، أعلنت مجموعة جري عن بيعها لمعظم أسهمها في جري إليكتريك إلى صندوق الأسهم الخاصة.
في 18 يونيو 2024 تم الاعلان عن استحواذ شركة سعودية حصة من نصيب الاسد من مجموعة جري بنسبة لم يفصح عنها حتى الان السبب يرجع لشريك الجديد شركة مجموعة الريان المحدودة